# Rapport

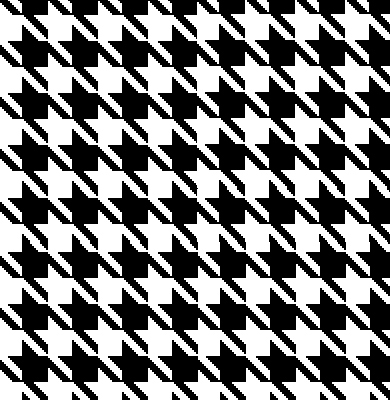
Rapport exemplo de entrelaçamento de um tecido

Rapport é o padrão mínimo da estrutura de entrelaçamento de um tecido, por extensão pode ser o padrão mínimo das cores quando fazem parte do entrelaçamento. Exemplo é o tartan que tem seu raporte no "xadrez" caracteristico e pode ser tela ou derivado desta no entrelaçamento fundamental. Na estamparia continua também o conceito é reutilizado para confeccionar quadros (rolos) serigráficos.